# Leptanthura truncata
Leptanthura truncata är en kräftdjursart som beskrevs av Richardson 1901. Leptanthura truncata ingår i släktet Leptanthura och familjen Leptanthuridae. Inga underarter finns listade i Catalogue of Life.